# Liverpool Football Club 1900-1901
Questa voce raccoglie le informazioni riguardanti il Liverpool Football Club nelle competizioni ufficiali della stagione 1900-1901.

## Maglie e sponsor
| Casa | Trasferta |  |

## Rosa
| N. |                        | Ruolo | Calciatore         |
| -- | ---------------------- | ----- | ------------------ |
|    | Inghilterra (bandiera) | P     | Bill Perkins       |
|    | Scozia (bandiera)      | D     | Billy Dunlop       |
|    | Inghilterra (bandiera) | D     | John Glover        |
|    | Scozia (bandiera)      | D     | Bill Goldie        |
|    | Scozia (bandiera)      | D     | Thomas John Hunter |
|    | Inghilterra (bandiera) | D     | Rab Howell         |
|    | Inghilterra (bandiera) | D     | Maurice Parry      |
|    | Scozia (bandiera)      | D     | Alex Raisbeck      |
|    | Scozia (bandiera)      | D     | Tom Robertson      |

| N. |                        | Ruolo | Calciatore            |
| -- | ---------------------- | ----- | --------------------- |
|    | Inghilterra (bandiera) | D     | Charlie Wilson        |
|    | Inghilterra (bandiera) | C     | Jack Cox              |
|    | Inghilterra (bandiera) | A     | John Davies           |
|    | Scozia (bandiera)      | A     | John Hunter           |
|    | Scozia (bandiera)      | A     | Andy McGuigan         |
|    | Inghilterra (bandiera) | A     | Sam Raybould          |
|    | Inghilterra (bandiera) | A     | Charlie Satterthwaite |
|    | Scozia (bandiera)      | A     | Johnny Walker         |